# Confederația Jinhan
Jinhan (hangul: 진한; hanja: 辰韓; RR: Jinhan; MR: Chinhan, pronunțat [t͡ɕin.ɦan]) a fost o confederație liberă de căpetenii care a existat din jurul secolului I î.en. până în secolul al IV-lea d.Hr. în partea de sud a Peninsulei Coreene la est de valea râului Nandonk din provincia Gyeongsang. Jinhan a fost unul dintre Samhan (sau Trei hanate) alături de Byeonhan și Mahan. Se pare că este descendent din statul Jin din sudul Coreei, Jinhan a fost absorbită de mai târziu de Silla unul dintre Cele trei regate ale Coreei.

## Istorie
La fel ca alte confederații Samhan, Jinhan a apărut din confuzia și migrația de după căderea regatului Gojoseon în 108 î.Hr.

## Cultura
Relația sa cu starea anterioară cu Jin nu este clară, deși cronica chineză contemporană  San Guo Zhi susține că Jinhan a fost identic cu Jin (în timp ce altă înregistrare descrie Jin ca predecesorul Samhan ca un întreg). Jinhan și Byeonhan comun, în esență, aceeași cultură, cu diferite obiceiuri religioase, și se pare că nu au fost separate de o limită clară.
Oamenii au afirmat că au fost descendenți ai migranților din dinasta Qin , care fug de politicile de munca forțată Qin sau mutat în Confederația Mahan care le dau pământul din est. Confederația a fost, de asemenea, numit Qinhan (秦 韓). Ca imigranți, regii s-ar putea să fie oameni Mahan în funcție de mai multe cărți istorice din China. Dar nu există nici dovezi arheologice suplimentare pentru a dovedi acest lucru este adevărat.

## Stătulețe
Potrivit "" San Guo Zhi "", Jinhan a constat din 12 stătulețe de 600-5000 de familii fiecare divizate de la 6 stătulețe:
- Saro (사로국, 斯盧國),cel mai puternic stat numit și Seorabeol. În 503, Saro a fost rebotezat în "Silla".
- Gijeo (기저국, 己柢國), azi Andong.
- Bulsa (불사국, 不斯國), azi Changnyeong.
- Geun-gi (근기국, 勤耆國), azi Pohang sau Cheongdo.
- Nanmirimidong (난미리미동국, 難彌理彌凍國), azi Miryang. Mai este numit și  "Mirimidong".
- Yeomhae (염해국, 冉奚國), azi Ulsan.
- Gunmi (군미국, 軍彌國), azi Sacheon.
- Yeodam (여담국, 如湛國), azi Gunwi.
- Horo (호로국, 戶路國), azi Sangju.
- Juseon (주선국, 州鮮國), azi Gyeongsan.
- Mayeon (마연국, 馬延國), azi Miryang.
- U-yu (우유국, 優由國), azi Cheongdo ori Yeongdeok.

Potrivit Samguk Sagi Silla (astăzi Gyeongju)) a fost fondată de Hyeokgeose de Silla în 57 BC. care a unit cele șase clanuri din Jinhan sub conducerea lui. Înregistrările sunt rare și contradictorii în ceea ce privește relația dintre numele Jinhan, Saro, Seorabeol și Regatul Silla de mai târziu.
Se cunosc puține din viața de zi cu zi a poporului Jinhan. Religia pare să fi fost șamanică și să fi jucat un rol important în politică. Agricultura era dominata de culturile de orez, dar, de asemenea, a inclus creșterea substanțială a efectivelor de animale.